# Wolfram Krömer
Wolfram Krömer (* 25. März 1935 in Wünsdorf) ist ein deutscher Romanist und Literaturwissenschaftler.

## Leben
Krömer studierte Germanistik und Romanistik in Bonn, Dijon, Genua und Köln. Er promovierte 1960 in Köln bei Fritz Schalk über Ludovico di Breme 1780–1820. Der erste Theoretiker der Romantik in Italien (Genf/Paris 1961). Von 1961 bis 1963 war er Lektor an der Universität Valencia, von 1963 bis 1969 Assistent am Institut für vergleichende Literaturwissenschaft an der Universität des Saarlandes. Er habilitierte sich 1967 in Saarbrücken in romanischer Philologie mit der Arbeit Zur Weltanschauung, Ästhetik und Poetik des Neoklassizismus und der Romantik in Spanien (Münster 1968). Von 1970 bis zu seiner Emeritierung 2003 lehrte er auf dem literaturwissenschaftlichen Lehrstuhl „Romanistik II“ der Universität Innsbruck. Von 1981 bis 1983 war er Dekan, von 1985 bis 1987 Rektor der Universität Innsbruck.

## Werke
- (Übersetzung aus dem Spanischen) (zusammen mit Gertrut Krömer) Luis Legaz y Lacambra, Spanische Rechtsphilosophie, Neuwied 1965
- Die französische Novelle im 19. Jahrhundert, Frankfurt 1972
- Kurzerzählungen und Novellen in den romanischen Literaturen bis 1700, Berlin 1973, spanisch: Madrid 1979
- Die französische Romantik, Darmstadt 1975
- (Hrsg.) Die französische Novelle, Düsseldorf 1976
- Die italienische Commedia dell’arte, Darmstadt 1976, 1987, 1990
- Stendhal, Darmstadt 1978
- Flaubert, Darmstadt 1980
- Dichtung und Weltsicht des 19. Jahrhunderts, Wiesbaden 1982
- (Hrsg.) (zusammen mit Osmund Menghin) Die Geisteswissenschaften stellen sich vor, Innsbruck 1983
- (Hrsg.) Spanien und Österreich in der Renaissance. Akten des 5. Spanisch-Österreichischen Symposions, 21. – 25. September 1987 in Wien, Innsbruck 1989
- (Hrsg.) 1492 – 1992: Spanien, Österreich und Iberoamerika. Akten des Siebten Spanisch-Österreichischen Symposions, 16. – 21. März 1992 in Innsbruck, Innsbruck 1993